# أريج جمال
أريج جمال (مواليد 27 ديسمبر 1989 في الرياض، السعودية) هي كاتبة مصرية. درست الصحافة والإعلام في كلية الإعلام بجامعة القاهرة، والنقد الفني والأدبي في أكاديمية الفنون بمصر. صدر لها «مائدة واحدة للمحبة»، و«كنائس لا تسقط في الحرب»، و«أنا أروى يا مريم».

## مؤلفاتها
- نداهة القاهرة (ترجمة لبيير جازيو)[2]
- مائدة واحدة للمحبة، روافد للنشر والتوزيع، 2014[3]
- كنائس لا تسقط في الحرب، مصر العربية للنشر والتوزيع، 2017[4]
- أنا أروى يا مريم، دار الساقي، 2019[5]

## الجوائز
- المركز الأول، ورشة الكتابة القصصية بمعهد جوته بالقاهرة[6]
- الجائزة التشجيعية، منحة ليتبروم الألمانية[6]